# Heinrich von Löwenstein
Heinrich von Löwenstein (* um 1379; † vor dem 19. November 1443 in Heilbronn) war ab 1393 Graf von Löwenstein.

## Herkunft
Heinrich war der zweitjüngste Sohn von Graf Albrecht II. von Löwenstein und seiner Gemahlin Udelhild von Werdenberg sowie ein direkter Nachfahre von Rudolf I., dem ersten römisch-deutsche König aus dem Geschlecht der Habsburger. Er trug den Namen seines Großvaters mütterlicherseits, des Grafen Heinrich IV. von Werdenberg-Alpeck.

## Leben
Heinrich war zum Zeitpunkt des Todes seines ältesten Bruders Graf Albrecht III. von Löwenstein in der Schlacht bei Döffingen noch minderjährig. Bis zum Jahr 1393 leitete für ihn und seine beiden noch lebenden Brüder Georg (* 1375) und Johann-Rudolf (* um 1381) ein Verwandter, Graf Johann I. von Wertheim, als Vormund die Geschicke der Grafschaft Löwenstein. Die dauerhaft angespannte finanzielle Lage der Grafschaft, die unter der Regentschaft von Heinrichs Vater bereits dazu führte, dass die Grafen in kurpfälzische Dienste treten mussten, verschlechterte sich in den Folgejahren weiter. Johann von Wertheim sah sich daher gezwungen, die Hälfte der Grafschaft Löwenstein an die Pfalzgrafen bei Rhein zu verpfänden, um eine Zahlungsunfähigkeit zu vermeiden – ein folgenschwerer Schritt, denn die Grafen von Löwenstein waren nachfolgend nicht mehr in der Lage, die Verpfändung wieder rückgängig zu machen. Zudem gelang es Graf Eberhard II. von Württemberg, die löwensteinische Besitzung Murrhardt seiner Herrschaft einzuverleiben; so erkannte die Stadt Murrhardt Eberhard am 23. September 1388 als ihren Schirmherren an. Auch das Kloster Murrhardt musste, nach zähem Widerstand durch Abt Eckhard, im folgenden Jahr den Württemberger als seinen Klostervogt akzeptieren.
Wegen der verwandtschaftlichen Beziehung seiner Mutter mit dem Haus Württemberg geht die Forschung davon aus, dass Heinrich in seiner Jugend am Hof Eberhards II. in Stuttgart erzogen wurde – gemeinsam mit Eberhards Enkel Eberhard III., den er vom 11. bis 13. September 1390 zu einem Turnier in Straßburg begleitete.

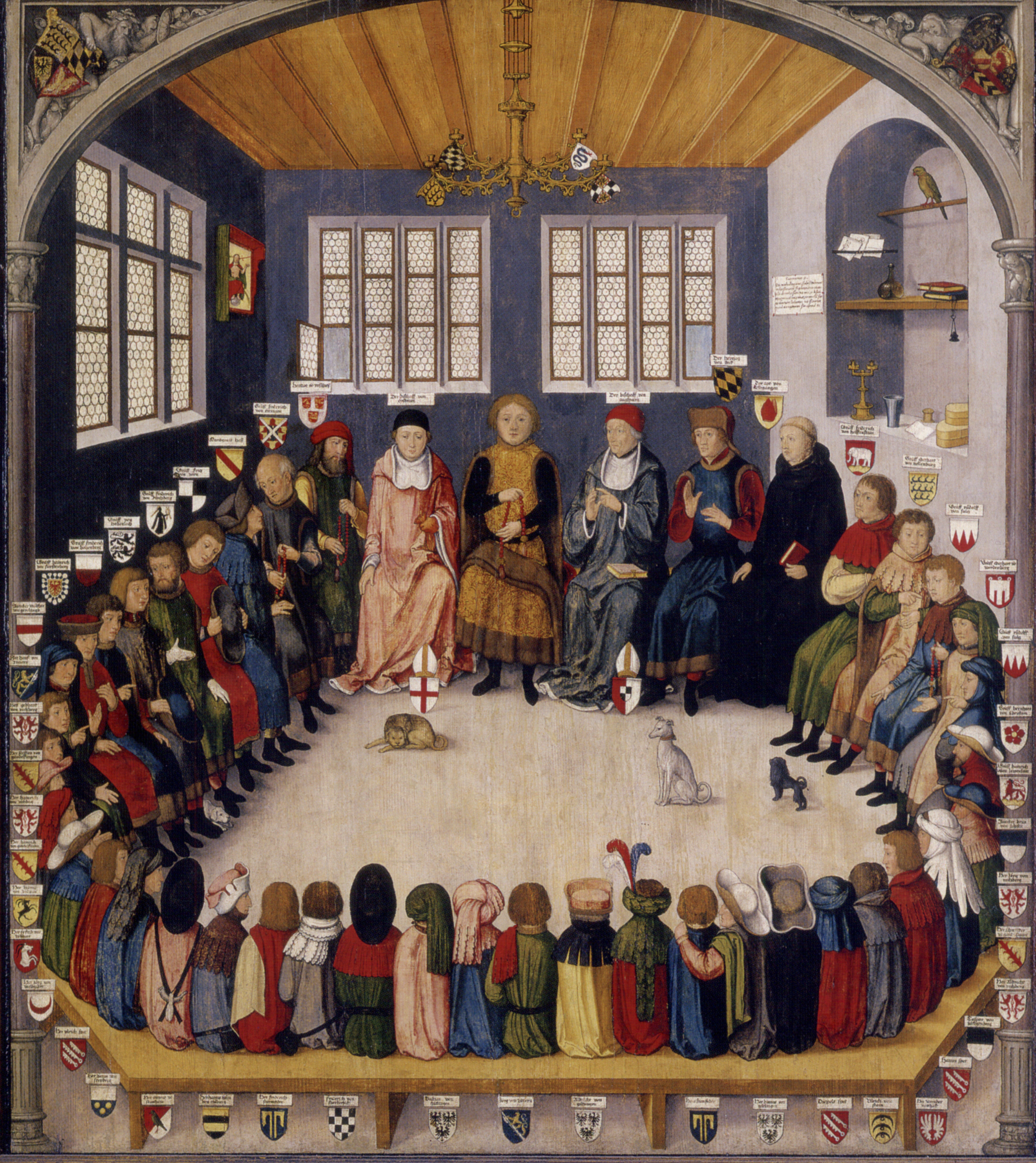
Eberhard III. und seine Räte – Heinrich von Löwenstein ist als Person mit weißem Hut am rechten Bildrand dargestellt

Im Sommer 1393 endete die Vormundschaft Johanns von Wertheim durch formelle Aufkündigung. Graf Heinrich von Löwenstein versuchte nach seinem Amtsantritt umgehend, die Ansprüche seiner Familie auf die Murrhardter Besitzungen wieder durchzusetzen, geriet darüber aber sowohl mit dem Abt des Klosters Murrhardt, Heinrich von Enslingen, wie auch mit Graf Eberhard III. von Württemberg in Konflikt. Dem politischen Gewicht war Heinrich nicht gewachsen – am 12. April 1395 musste der Graf von Löwenstein für sich und seine Brüder den Ansprüchen auf Murrhardt dauerhaft entsagen. Die Niederlage Heinrichs war so vollständig, dass er sich sogar vertraglich verpflichten musste, für die Dauer von vier Jahren mit seiner Grafschaft in die Dienste Württembergs einzutreten. Ab 1410 zählte Heinrich von Löwenstein dann für über zwei Jahrzehnte zu den engsten Beratern der Grafen von Württemberg – erst ab 1437 ist er dort urkundlich nicht mehr nachweisbar.
Als am 21. August 1400 Pfalzgraf Ruprecht III. in Rhens zum römisch-deutschen König gewählt wurde, stieg Heinrich aufgrund der jahrelangen persönlichen Bekanntschaft mit dem neuen Monarchen in den engsten Führungskreis Ruprechts auf – so schlichtete er im Auftrag des Königs die Streitigkeiten unter den bayerischen Herzögen und traf sich zu Konsultationen mit Vertretern des Marburger Bundes. Den Italienzug Ruprechts von 1401/1402 begleitete der Graf von Löwenstein gemeinsam mit seinem jüngsten Bruder Johann-Rudolf († um 1406) als Mitglied der königlichen Leibwache. Als König Ruprecht 1410 verstarb, gelang es dem Löwensteiner über seinen direkten Nachbarn, Konrad von Weinsberg, Anschluss an den königlichen Nachfolger Sigismund zu finden, da Konrad von Weinsberg als Reichserbkämmerer und engster Berater in den Diensten des späteren Kaisers stand. Am 8. Januar 1418 besuchte Heinrich das Konzil von Konstanz und ließ sich von Sigismund die Belehnung mit der Grafschaft Löwenstein urkundlich bestätigen. 1422 unterstützte er seinen Bekannten, den Speyerer Bischof Raban von Helmstatt, bei seinem Kriegszug gegen die unbotmäßigen Bürger der Stadt Speyer. In den Regesten Sigismunds finden sich auch mehrfach Einträge von Aufenthalten Heinrichs am kaiserlichen Hof, so im April 1421 und im September 1430. Im Jahr 1431 erging an den Grafen von Löwenstein das herrschaftliche Dekret, Truppen für den Kampf des Kaisers gegen die Hussiten abzustellen – ob Heinrich von Löwenstein selbst aktiv an den Kampfhandlungen beteiligt war, bleibt jedoch ungewiss.
Da die Ehe mit seiner Frau Anna schon lange Jahre kinderlos geblieben war, schloss Heinrich im Jahr 1422 mit seinem verbliebenen Bruder Georg einen Erbvertrag, der besagte, dass Georg für den Fall, dass Heinrich ohne Nachkommen sterben sollte, voll erbberechtigt wäre. Kaiser Sigismund bestätigte am 4. Oktober 1422 das löwensteinische Erbabkommen. Da in den folgenden Jahrzehnten keine weiteren Nachkommen mehr zu erwarten waren, entschlossen sich die beiden Brüder und Gräfin Anna zur Veräußerung der Grafschaft Löwenstein noch zu Lebzeiten – das gesamte gräfliche Territorium ging durch die Verkaufsurkunde vom 2. Januar 1441 für einen Preis von 14.000 Gulden an Kurfürst Ludwig IV. von der Pfalz. Jedoch ließen sich die Löwensteiner vertraglich das Recht zusichern, bis zum Ableben den Grafentitel zu führen und die Burg Löwenstein als Wohnsitz nutzen zu dürfen. Heinrich bat am 27. August 1442 König Friedrich III. als Lehensherr um Zustimmung zum Verkauf, die dieser auch erteilte.
Heinrich von Löwenstein verstarb vor dem 19. November 1443 in Heilbronn und fand seine letzte Ruhestätte in der Klosterkirche des Franziskanerklosters Heilbronn.

## Familie
Heinrich war seit 1407 mit Anna, Schenkin von Erbach verheiratet; diese Ehe blieb kinderlos.
Heinrich von Löwenstein hatte noch weitere Geschwister:
- Albrecht III. (* um 1370; † 23. August 1388 in Döffingen). Graf von Löwenstein.
- Georg  (* 1375; † 10. August 1464 in Bamberg). Domherr in  Bamberg, Würzburg, Speyer, Mainz und Worms.
- Johann-Rudolf (*  um 1381; † um 1406). Graf von Löwenstein.